# タイワンタケクマバチ
タイワンタケクマバチ（台湾竹熊蜂、学名：Xylocopa (Biluna) tranquebarorum tranquebarorum）は、ミツバチ科に属する大型のハナバチの一種。

## 分布
中国南部からインド、台湾に幅広く分布する。
日本では2006年に豊田市で本種の侵入が初めて報告され、愛知県、静岡県、岐阜県、三重県、長野県、山梨県、福井県、石川県、京都府、大阪府、滋賀県に広がっている。

## 特徴
体長約3cm、雌は頭部、胸部、腹部いずれも黒い。翅は褐色。
竹林や農地に生息する。本種を含む亜属Bilunaは、枯竹に営巣する。

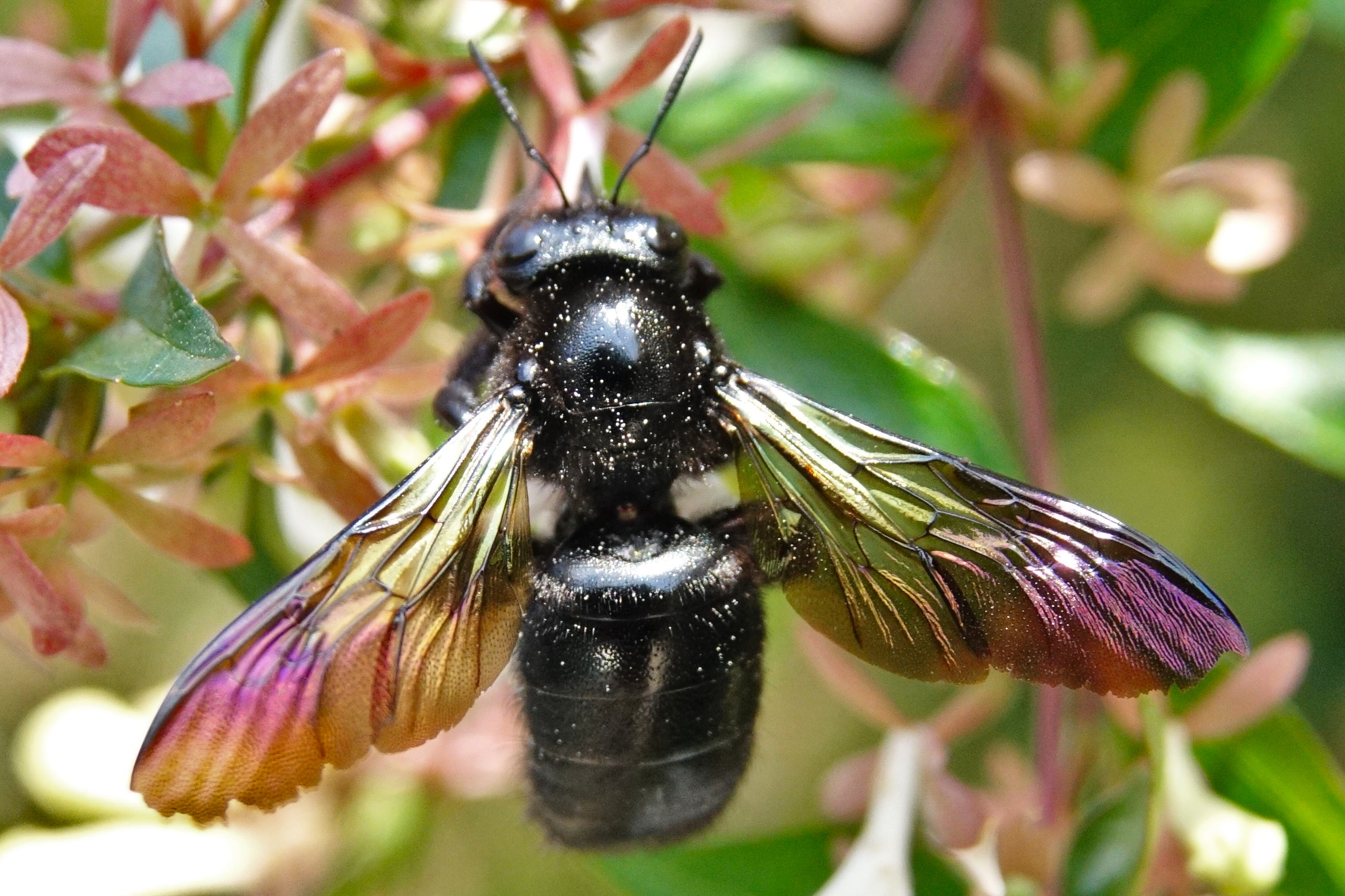
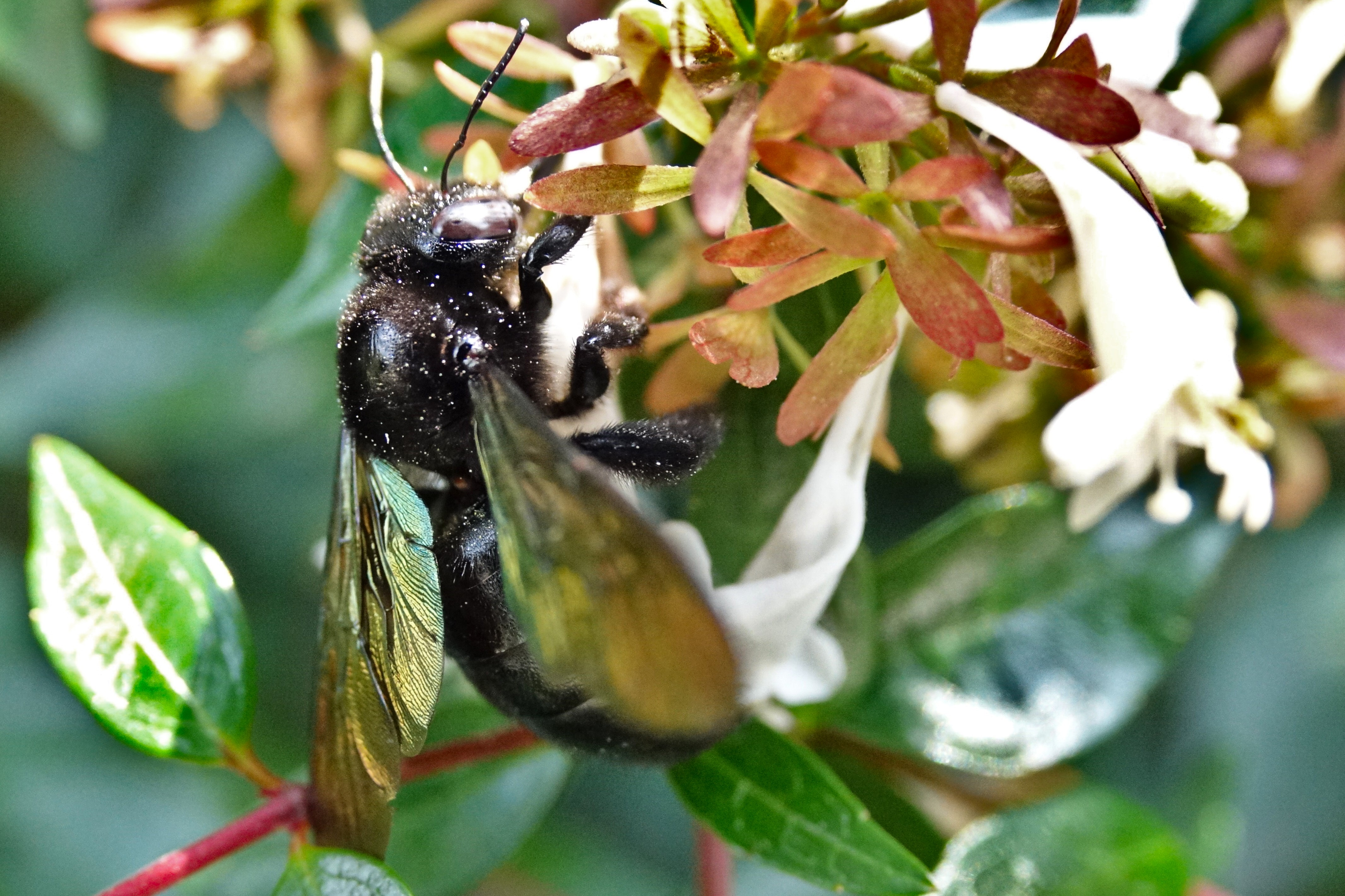

## 外来種問題
本種は竹に営巣するため、農具として竹を利用する農業、建築業などに影響があると考えられる。
侵入地域において、在来種のキムネクマバチと食物を巡る競争が起きる可能性がある。
日本への侵入は竹材か竹製品の輸入で意図せず入ったと考えられている。遺伝子解析により、愛知県豊田市で採集された個体は中国本土から侵入したことがわかった。